# Dario Šimić
Pour les articles homonymes, voir Šimić.
Dario Šimić est un footballeur international croate né le 12 novembre 1975 à Zagreb et qui évoluait au poste d'arrière central.

## Biographie
Formé au Dinamo Zagreb, il remporte cinq fois son championnat avant de débarquer en Serie A italienne en 1998, plus particulièrement à Milan. Il y restera dix ans. D'abord à l'Inter où il ne remporte aucun titre en quatre ans, puis chez l'autre grand concurrent milanais, l'AC Milan. Avec ce club, il remporte la Ligue des Champions, et le championnat, mais il a beaucoup moins de temps de jeu. En 2008, ce temps est presque réduit à néant. Il quitte donc le championnat italien pour la France, et l'AS Monaco.
Il fête sa 100e sélection le 20 août 2008 contre la Slovénie en match amical. Ce sera sa dernière puisque le joueur décide alors de se consacrer pleinement à son club, l'ASM.
Au terme de sa première année en France, Šimić s'impose comme un élément indispensable de la charnière centrale de l'ASM. Mais au début de la saison 2009-2010, le nouvel entraîneur monégasque, Guy Lacombe, ne compte pas sur lui et ne l'intègre pas dans l'effectif professionnel.
Le 25 avril 2010, il annonce dans la presse croate qu'il retourne dans son club formateur, le Dinamo Zagreb, lors de la saison 2010-2011, afin d'y achever sa longue carrière.
Mais le 10 août 2010, après seulement trois matchs disputés, Šimić annonce qu'il arrête sa carrière, estimant ne plus avoir le niveau physique requis pour le haut niveau.

## Statistiques en championnat
| Année     | Equipe         | Championnat | Matchs | Buts |
| --------- | -------------- | ----------- | ------ | ---- |
| 1992      | HAŠK-Građanski | Division 1  | 1      | 0    |
| 1992-1993 | Croatia Zagreb | Division 1  | 5      | 0    |
| 1993-1994 | Croatia Zagreb | Division 1  | 19     | 2    |
| 1994-1995 | Croatia Zagreb | Division 1  | 22     | 1    |
| 1995-1996 | Croatia Zagreb | Division 1  | 26     | 3    |
| 1996-1997 | Croatia Zagreb | Division 1  | 26     | 6    |
| 1997-1998 | Croatia Zagreb | Division 1  | 29     | 2    |
| 1998-1999 | Croatia Zagreb | Division 1  | 13     | 1    |
| 1998-1999 | Inter Milan    | Serie A     | 17     | 2    |
| 1999-2000 | Inter Milan    | Serie A     | 19     | 1    |
| 2000-2001 | Inter Milan    | Serie A     | 18     | 0    |
| 2001-2002 | Inter Milan    | Serie A     | 12     | 0    |
| 2002-2003 | Milan AC       | Serie A     | 29     | 1    |
| 2003-2004 | Milan AC       | Serie A     | 10     | 0    |
| 2004-2005 | Milan AC       | Serie A     | 2      | 0    |
| 2005-2006 | Milan AC       | Serie A     | 15     | 0    |
| 2006-2007 | Milan AC       | Serie A     | 22     | 0    |
| 2007-2008 | Milan AC       | Serie A     | 4      | 0    |
| 2008-2009 | AS Monaco      | Ligue 1     | 27     | 0    |
| 2009-2010 | AS Monaco      | Ligue 1     | 0      | 0    |
| 2010-2011 | Dinamo Zagreb  | Division 1  | 0      | 0    |

## Palmarès

### Équipe nationale
- 100 sélections et 3 buts avec l'équipe de Croatie
- Troisième de la Coupe du monde 1998 avec l'équipe de Croatie

### Milan AC
- Vainqueur de la Ligue des Champions en 2003 et 2007
- Vainqueur de la Supercoupe de l'UEFA en 2003
- Champion d'Italie en 2004
- Vainqueur de la Coupe d'Italie en 2003

### Croatia Zagreb
- Champion de Croatie en 1993, 1996, 1997, 1998, 1999
- Vainqueur de la Coupe de Croatie en 1994, 1996, 1997, 1998